# Andrés Ruigómez

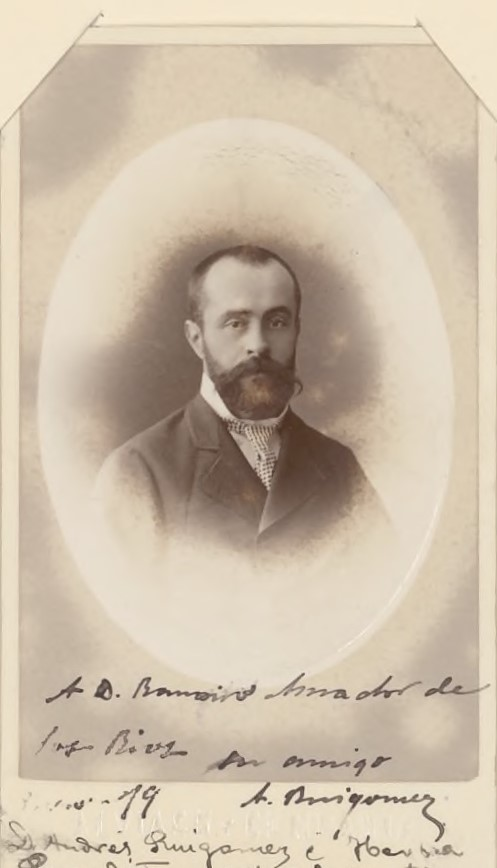
Retrato de Andrés Ruigómez e Ibarbia. Fotografía de Alviach y Compañía. Biblioteca Nacional de España

Andrés Ruigómez e Ibarbia (1848-1879) fue un escritor, autor dramático y periodista español. Destacó, principalmente, por ser uno de los muchos redactores de Los españoles de ogaño. Colaboró con El Comercio Español y La España Radical.

## Obras
Andrés Ruigómez habría escrito dieciocho libros y participado en otros tantos, sin embargo, destacó, como se ha dicho anteriormente, su colaboración en Los españoles de ogaño y Salivilla: el guripa.